# Application Anxiety
Application Anxiety es el 46to episodio de la serie de televisión norteamericana Gilmore Girls.

## Resumen del episodio
Cuando la solicitud para el ingreso a la universidad Harvard llega a manos de Rory, ella y Lorelai se encargan de llenar la información necesaria. En una charla sobre recomendaciones a seguir para el llenado de la solicitud, Rory cree que no está preparada para ser recibida en la universidad, porque según los expositores, ella estaría haciendo las cosas que se cree son incorrectas; ante ese temor de su hija, Lorelai habla con el director de Chilton y él les arregla una cita con un egresado de Harvard, quien queda muy sorprendido con las notas y la inteligencia de Rory. Él les asegura a las Gilmore que Rory tiene todo para entrar en Harvard, y ellas deciden celebrarlo. Por otra parte, Taylor quiere construir una fuente de soda al estilo antiguo en un local contiguo a Luke's y que le pertenece a él; aunque se niega, Luke debe ceder al final de cuentas, puesto que todo el pueblo está a favor de la idea del pueblo. Lane coloca un anuncio donde busca a un guitarrista para formar una banda, y un muchacho llamado Dave llega al pueblo y parece ser perfecto, pues cumple los requisitos que Lane busca. Dean le pregunta a Rory cómo serán sus vidas cuando ella tenga que irse a Harvard, y ella afirma que no tendrán que terminar y se verán los fines de semana.
- Datos: Q6387264